# Foreshadow
Foreshadow, познат и као L1 Terminal Fault (L1TF) направљен од стране Intel-а,  је рањивост која погађа савремене микропроцесоре коју су два независна тима истраживача први пут открила у јануару 2018. године, али је јавности први пут обелодањена 14. августа 2018. године.  Рањивост је напад спекулативног извршавања на Интелове процесоре који може резултовати откривањем осетљивих информација складиштених у личним рачунарима и облацима независних произвођача . Постоје две верзије: прва верзија (оригинал/Foreshadow) (CVE-2018-3615) циља податке из SGX енклава ; и друга верзија (следећа генерација/Foreshadow-NG)  (CVE-2018-3620 и CVE-2018-3646) циља навиртуелне машине (енгл. VM), хипервизоре (енгл. VMM), меморију језгра оперативног система (енгл. OS) и меморију модема управљања системом (енгл. SMM). Објављен је списак погођених Интелових хардвера. 
Foreshadow је сличан Spectre сигурносним рањивостима раније откривеним да утичу на Интел и АМД чипове, као и Meltdown рањивости која је такође утицала на Интел. Међутим, АМД-ови производи, према АМД-у, не утичу на Foreshadow сигурносне недостатке. Према једном стручњаку, „[Foreshadow] омогућава злонамерном софтверу да продре у сигурна подручја која чак ни Spectre и Meltdown не могу разбити“. Ипак, једна од варијанти Foreshadow-а превазилази Интелове чипове са SGX технологијом, и утиче на „све Интел Core процесоре изграђене у последњих седам година“. 
Foreshadow може бити веома тешко искористити, и чини се да до данас (15. августа 2018. године) нема доказа о било каквом озбиљном хаковању које укључује Foreshadow рањивости. Ипак, примена софтверских закрпа може помоћи у ублажавању неких забринутости, иако би равнотежа између сигурности и перформанси могла бити вредна разматрања. Компаније које се баве рачунарством у облаку могу да примете значајан пад у њиховој укупној рачунарској снаги; Према истраживачима, појединци, међутим, вероватно неће утицати на перформансе. Према Интелу, право решење је замена данашњих процесора. Интел даље наводи, „Ове промене почињу са нашом следећом генерацијом Intel Xeon Scalable процесора (кодног имена Cascade Lake)   као и новим клијентским процесорима за које се очекује да ће бити представљени касније ове године [2018]." 
Дана 16. августа 2018. истраживачи су на семинару представили техничке детаље Foreshadow сигурносних рањивости, и публикацију под називом „Foreshadow: Extracting the Keys to the Intel SGX Kingdom with Transient Out-of-Order Execution“ на USENIX security конференцији. 

## Историја
Две групе истраживача цу независно откриле безбедносне рањивости: белгијски тим (укључујући Raoul Strackx-а, Jo Van Bulck-а, Frank Piessens-а) из imec-DistriNet-а, Католички Универзитет у Левену је то пријавио Интелу 3. јануара 2018. године;  други тим из Technion-а - Израелског института за технологију (Marina Minkin, Mark Silberstein), Универзитета у Аделаиди (Yuval Yarom) и Универзитета у Мичигену (Ofir Weisse, Daniel Genkin, Baris Kasikci, Thomas F. Wenisch) пријавио је рањивости 23. јануара 2018. године. Рањивости су први пут откривене јавности 14. августа 2018. године. 

## Механизам
Foreshadow рањивост је напад спекулативног извршења на Интелове процесоре који може резултирати откривањем осетљивих информација складиштених у личним рачунарима и облацима независних произвођача. Постоје две верзије: прва верзија (оригинал/Foreshadow) ( CVE-2018-3615 [напада SGX]) циља податке из SGX енклава; и друга верзија (следећа генерација/Foreshadow-NG) ( CVE-2018-3620 [напада оперативни систем Кернел и SMM режим] и CVE-2018-3646 [напада виртуелне машине]) циља виртуелне машине (енгл. VMs), хипервизоре (енгл. VMM), меморију језгра оперативног система (енгл. OS) и меморију режима управљања системом (енгл. SMM). Интел сматра читаву класу рањиновсти спекулативних извршења бочних канала као „Л1 квар на терминалу (енгл. L1 Terminal Fault)" (L1TF). 
За Foreshadow, осетљиви подаци од интереса су шифровани подаци у SGX енклави. Углавном се покушава прочитати меморија енклаве изван енклаве, спекулативном извршењу је дозвољено модификовање кеш меморије на основу података који су прочитани, а након тога је процесору дозвољено да блокира спекулације када детектује да је меморија заштићене енклаве укључена и читање није дозвољено. Међутим, „... ако су у кеш меморији нивоа 1 осетљиви подаци, спекулативно извршавање може да их користи пре него што процесор утврди да нема дозволу за њихово коришћење.“  Foreshadow напади су скривени и остављају мало трагова догађаја напада у евиденцијама рачунара. 
Дана 16. августа 2018. године истраживачи су представили техничке детаље Foreshadow сигурносних рањивости на семинару, и у публикацији  на USENIX конференцији о безбедности.

## Утицај
Foreshadow је сличан Spectre сигурносним рањивостима раније откривеним да утичу на Интел и АМД чипове и Meltdown рањивости која је утицала на Интел. АМД производи, према АМД-у, нису под утицајем Foreshadow сигурносних недостатака. Према једном стручњаку, „[Foreshadow] допушта злонамерном софтверу да продре у сигурна подручја која чак ни Spectre и Meltdown не могу да разбију“. Ипак, једна од варијанти Foreshadow-а превазилази Интелове чипове са SGX технологијом и утиче на „све [Интел] Core процесоре изграђене у последњих седам година“. 
Интел напомиње да би недостаци Foreshadow-а могли произвести следеће: 
- Злонамерне апликације које могу да наслути податке у меморији оперативног система или податке из других апликација.
- Злонамерна гостујућа виртуелна машина (енгл. VM) може да наслути податке у меморији виртуелне машине или податке у меморији других гостујућих виртуелних машина.
- Злонамерни софтвер покренут изван SMM-а може наслутити податке у SMM меморији.
- Злонамерни софтвер покренут изван енклаве Интел SGX или унутар енклаве може наслутити податке из друге енклаве Intel SGX.

Према једном од откривача рачунарских недостатака: „... SGX сигурносна рупа може довести до „ потпуног колапса SGX екосистема “. 
Објављен је делимични списак погођеног Интел хардвера, који је описан у наставку. (Напомена: детаљнији - и ажурирани - списак свих погођених производа се налази на званичном Интеловом веб сајту .)
- Intel Core i3/i5/i7/M (45 nm и 32 nm)
- 2./3./4./5./6./7./8. генерација Intel Core процесора
- Породица Intel Core X-series процесора за платформе Intel X99 и X299
- Intel Xeon процесор серије 3400/3600/5500/5600/6500/7500
- Intel Xeon процесор Е3 породице v1/v2/v3/v4/v5/v6
- Intel Xeon процесор Е5 породице v1/v2/v3/v4
- Intel Xeon процесор Е7 породице v1/v2/v3/v4
- Проширива породица Intel Xeon процессора
- Intel Xeon процесор D (1500, 2100)

Foreshadow може бити веома тешко искористити, и чини се да до данас (15. августа 2018. године) нема доказа о било каквом озбиљном хаковању које укључује рањивости Foreshadow-а. 

## Ублажавање
Примена софтверских закрпа (енгл. patch) може помоћи да се ублаже неке забринутости, иако би равнотежа између безбедности и перформанси могла бити вредна разматрања. Компаније које се баве рачунарством у облаку (енгл. cloud computing) могу да примете значајан пад њихове укупне рачунарске снаге; Према истраживачима, појединци, међутим, вероватно неће имати утицаја на перформансе. 
Према Интелу, право решење је заменом данашњих процесора. Интел даље наводи, „Ове промене почињу са нашом следећом генерацијом Intel Xeon Scalable процесора (кодног имена Cascade Lake)   као и новим клијентским процесорима за које се очекује да ће бити представљени касније ове године [2018].“ 